# Musikjahr 1435
Liste der Musikjahre

◄◄ | ◄ | 1431 | 1432 | 1433 | 1434 | Musikjahr 1435

Weitere Ereignisse
Dieser Artikel behandelt das Musikjahr 1435.

## Ereignisse

### Asien

#### Japan
- Um 1435 verfasst der japanische Dramatiker Zeami Motokiyo das Nō-Theaterstück Nue.

### Europa

#### Heiliges Römisches Reich

##### Herzogtum Mailand
- Der franko-flämische Musiktheoretiker und Mönch Johannes Gallicus geht nach einer musikalischen Grundausbildung in Namur nach Italien und schreibt an der Universität Pavia seine Dissertation.[1]

##### Hochstift Cambrai
- Der franko-flämische Komponist und Sänger Simon le Breton ist seit dem 10. Oktober 1435 Kanoniker an der Kathedrale von Cambrai.[2] Er gelangt in diesem Jahr „an eine Pfründe (Kanonikat) der Kathedrale von Cambrai (was überdies darauf deutet, daß er aus der Diözese Cambrai stammt)“.[3]
- In Cambrai, das im späten 12. und 13. Jahrhundert ein Zentrum der Trouvère-Musik war, finden 1366, 1427, 1428, 1435, 1436 und 1437 jährliche Minnesängerschulen statt.[4]

##### Herzogtum Österreich
- Der franko-flämische Komponist Johannes Brassart ist mindestens seit Dezember 1434 Mitglied der Hofkapelle von Kaiser Sigismund, die ihren Sitz in Wiener Neustadt und Graz hat. Dies geht aus einem Dokument hervor, in dem er die Bitte um weitere Gewährung der vom Konzil von Basel zugesagten Vergünstigungen trotz Abwesenheit äußerst.[5] Brassart bleibt bis 1443 in kaiserlichen Diensten und wird rector capelle unter Kaiser Sigismund sowie cantor oder rector principalis unter dessen Nachfolgern Albrecht II. und Friedrich III.[6] Von 1431 bis 1435 hat er außerdem ein Erzpresbyteriat an der Taufkirche Notre‑Dame‑aux‑Fonts in Lüttich inne.[6]

##### Herzogtum Savoyen
- Der franko-flämische Komponist, Sänger und Musiktheoretiker Guillaume Dufay, der seit Dezember 1428 Mitglied der päpstlichen Kapelle in Rom war[7][8], wird 1433 von Herzog Amadeus VIII. von Savoyen angeworben. Er verlässt Rom im August 1433 und wird am 1. Februar 1434 als maistre de chapelle (Kapellmeister) in Savoyen genannt.[7][9] In dieser Funktion bleibt er bis zum Frühjahr 1435.

##### Markgraftum Brandenburg‑Ansbach
- In Ansbach wird 1435 in der neu erbauten Pfarrkirche St. Johannis eine Orgel installiert.[10]

##### Kurfürstentum Sachsen
- Johannes Stefanie de Orba wirkt von 1435 bis 1466 als Stiftskantor der Thomasschule in Leipzig.[11]

#### Herzogtum Burgund
- Nach den Angaben eines gewissen Guillaume Benoit ist Gilles Binchois am burgundischen Hof Philipps des Guten im Jahr 1427 schon ein Begriff. Weil aber die Gehaltslisten von 1419 bis 1436 fehlen, ist nicht genau bekannt, ab welchem Jahr er tatsächlich der burgundischen Hofkapelle beitritt, um ihr bis 1452 aktiv anzugehören. Der früheste Beleg für seinen dortigen Dienst stellt erst seine Motette Nove cantum melodie dar, komponiert zur Taufe von Anthoine von Burgund, dem Sohn Philipps des Guten und Isabellas von Portugal am 18. Januar 1431.[12][13]
- Der franko-flämische Komponist und Sänger Simon le Breton ist seit Januar 1431 und bis 1464 als Sänger der burgundischen Hofkapelle.[2]

##### Grafschaft Artois
- Der französische Autor und Kleriker Martin Le Franc ist 1435 bei den Friedensverhandlungen von Arras zwischen Frankreich, England und Burgund anwesend.[14]

#### Italienische Staaten

##### Kirchenstaat
- Der franko-flämische Komponist, Sänger und Musiktheoretiker Guillaume Dufay ist ab Juli 1435 bis Mai 1437 wieder Mitglied der cantores capelle pape (deutsch: Sängerkapelle des Papstes).[15] Er hatte diese Aufgabe bereits von Dezember 1428 bis Sommer 1433 ausgeübt.

##### Signoria Ferrara
- Der italienischer Tanzmeister, Tanztheoretiker und Komponist Domenico da Piacenza hält sich 1435 in Ferrara auf und trifft hier erstmals auf seine zukünftigen Gönner, dem Marchese Leonello d’Este.[16]

##### Signoria Malatesta
- Der italienische Komponist Ludovicus de Arimino unterrichtet 1435 den Augustinermönch Jacopo aus dem Kloster Tolentino im Gesang und Orgelspiel.[17]

#### Königreich England
- Der englische Kirchenmusiker und Komponist John Cooke, der möglicherweise im März 1426 zum Kanoniker der St. Paul’s Cathedral in London ernannt wurde, hat 1435 kurzzeitig das Amt des Kardinals inne.[18]
- Der englische Kirchenmusiker und Komponist Robert Dryffelde, der ab 9. November 1424 als Chorvikar der Kathedrale von Salisbury tätig ist und dieses Amt bis 1468 innehat, ist von 1428 bis 1435 zusätzlich als Chorlehrer beschäftigt.[19][20]
- Der englische Komponist John Dunstable ist vermutlich seit 1427 canonicus und musicus in Diensten des Herzogs von Bedford, der nach dem Tod seines Bruders, König Heinrichs V., von 1422 bis 1435 Regent von Frankreich ist. Gleichzeitig dürfte er von 1427 bis 1436 auch im Dienste der Königin Johanna von Navarra gestanden haben.[21]
- Der Komponist Richard Smert ist von 1435 bis 1477 Rektor von Plymtree, Devonshire.[22][23]

## Geboren

### Genaues Geburtsdatum unbekannt
- Jean Molinet, franco-flämischer Dichter, Komponist und Chronist († 1507)[24][25]

### Geboren vor 1435
- Ludovicus de Arimino, italienischer Komponist († nach 1435)[17]
- Urbanus Kungsperger, deutscher Komponist († nach 1445)[26]
- Reginaldus Liebert, Komponist († nach 1435)[27]
- Johannes Roullet, Komponist († nach 1445)[28][29]

### Geboren um 1435
- Johanan Alemanno, italienischer Philosoph, Musikschriftsteller und Bibelexeget († nach 1504)[30]
- Antoine Busnoys, franko-flämischer Komponist, Sänger, Dichter und Kleriker († 1492)[31]
- Hans Folz, deutscher Meistersinger († 1513)[32]
- Richard Hygons, englischer Komponist († um 1509)[33]
- Johannes Tinctoris, franko-flämischer Komponist und Musiktheoretiker († 1511)[34]
- Verjus, französischer Sänger († 1499)[35][36]

## Gestorben

### Genaues Todesdatum unbekannt
- Abd al-Qadir Maraghi, persischer Musiker und Musiktheoretiker (* um 1350)[37][38]

### Gestorben vor 1435
- Burk Mangolt, Komponist (* vor 1380)[39][40]

### Gestorben um 1435
- Filippo da Caserta, italienischer Komponist (* um 1350)

### Gestorben nach 1435
- Ludovicus de Arimino, italienischer Komponist (* vor 1435)[17]
- Reginaldus Libert, Komponist (* vor 1435)[27]